# ¡No intente hacer esto en su casa!
¡No intente hacer esto en su casa! es el nombre de un disco del grupo Soziedad Alkoholika, lanzado a finales del año 1997. Fue grabado con la banda como cuarteto ya que el guitarrista Pedro abandona el grupo en el verano de 1997. La producción corrió a cargo de Jesús Arispont, bajista de Def Con Dos.

## Canciones
| N.º     | Título                                | Duración |  |
| 1.      | «Operación Mengele»                   | 2:29     |  |
| 2.      | «Peces Mutantes»                      | 3:27     |  |
| 3.      | «Cuando Nada Vale Nada»               | 3:34     |  |
| 4.      | «Nada Que Explicar»                   | 3:03     |  |
| 5.      | «Palomas Y Buitres»                   | 3:29     |  |
| 6.      | «¡Ya Os Daréis Cuenta!»               | 2:39     |  |
| 7.      | «Sentar La Cabeza»                    | 3:26     |  |
| 8.      | «Angustia»                            | 3:21     |  |
| 9.      | «Garantía Total»                      | 2:35     |  |
| 10.     | «Aki Tirado»                          | 4:38     |  |
| 11.     | «Amigo De Bar»                        | 2:22     |  |
| 12.     | «Rumore» (Versión de Raffaella Carrá) | 5:36     |  |
| 40 mins |                                       |          |  |

## Formación
- Juan - voz
- Jimmy - guitarra
- Pirulo - bajo
- Roberto - batería